# Liste Bremer Architekten
Die Liste Bremer Architekten hebt auf das Wirken von bedeutenden Bremer Architekten, Landschaftsarchitekten und Baumeistern in und um Bremen ab. Es werden der ungefähre Zeitraum des Wirkens und einige bedeutsame Bauten aus dem Raum Bremen angeführt.

## Bremer Architekten

### A
- August Abbehusen (1875–1941), wirkte um 1904–1940: Kirche Rönnebeck-Farge (1905), Christuskirche Woltmershausen (1906), Rathaus Blumenthal (1910), Theater am Goetheplatz (1913), Villa Koenenkamp in Horn-Lehe (1915), Werkswohnungen des Bremer Vulkan in Vegesack (1922)
- Peter Ahlers: Wiederaufbau Haus der Handelskrankenkasse, Martinistraße 26 (ab 1950), Kirche der Gemeinde des guten Hirten in Hemelingen / Sebaldsbrück(1959), Epiphanias-Kirche in der Gartenstadt Vahr (1960), Dreifaltigkeitskirche in der Vahr / Neue Vahr Südost (1967), Albinga-Haus Martinistraße 24 (um 1970)
- Erich Ahlers (1909–2004), Gartenbaudirektor (1947–1974): Hohentorsgarten (1948), Erweiterung Rhododendron-Park Bremen (ab 1948), Erweiterung Osterholzer Friedhof (1948), Friedhof Huckelriede (1956), Gräberfeld für Urnen des Riensberger Friedhofs (1974)
- Ludwig Almstadt (1922–2009), Leitender Baudirektor des Hochbauamtes Bremen, wirkte um 1960 bis 1987: Viele Schulbauten und Kindergärten, u. a. vier Grundschulen im Pavillonstil: Ellenerbrokweg, Stichnathstraße, Robinsbalje und Lüssumer Ring; Fachschule für Sozialberufe Am Weidedamm (1963–1966), Gymnasium an der Parsevalstraße in Hemelingen (1959), Schule an der Valckenburghstraße (1961), Kindergarten Am Nonnenberg in Gröpelingen (1957)
- Isaak Altmann (1777–1837), Landschaftsarchitekt: Riensberg-Park um Gut Riensberg (um 1800), Bremer Wallanlagen (1803–1811), Park von Gut Holdheim (um 1810), Wätjens Park (1830)
- Berndt Andreas (1924–2016), Gartenbaudirektor (1974–1989), Kleingartenparks, Ausbau Botanischer Garten
- Herbert Anker (1908–1987), wirkte um 1930–1971: Funkhaus Radio Bremen in Schwachhausen (1950), Parkhotel (1951–1952), Raths-Apotheke (1957/58) und Neelmeyer am Markt

### B
- Ernst Becker-Sassenhof (vor 1947: Ernst Becker) (1900–1968), wirkte von 1923 bis 1968: Paul-Gerhardt-Kirche in Vegesack (1959), Wohnhaus Dr. Lackner, Lindenstraße / Fährgrund in Blumenthal / Rönnebeck (1955), Wohnhaus Pörtner, Kapitän-Dallmann-Straße 41 / Weserstrandstraße in Blumenthal (1957), Feuerwache Aumund, Sparkassenfiliale Vegesack
- Ludwig Beermann: Überseemuseum (1892)
- Hubert Behérycz (1916–1980), wirkte von 1952 bis 1980: Wohngebäude in Neu-Schwachhausen (1953–1966) u. a. Busestraße 1 und an der Contrescarpe, Schule im Ellener Feld (1956)
- Heinrich Wilhelm Behrens (1873–1956) und Friedrich Neumark (1876–1957), wirkten um 1899–1957: Kontorhaus der Reederei Deutsche Dampfschifffahrts-Gesellschaft „Hansa“, Martinistraße 26, heute Haus der Handelskrankenkasse (1915), Warenhaus der Rudolph Karstadt AG an der Obernstraße (1930–1932)
- Carl Heinrich Behrens-Nicolai (1873–1960), wirkte von 1902 bis in die 1930er Jahre: Wohn- und Geschäftshaus Außer der Schleifmühle 27 (1906), Silo für die Roland-Mühle (1925), Centauren-Apotheke am Dobbenweg (1928), Kaufhaus Bamberger, Faulenstraße (1927–1929)
- Wilhelm Benque (1814–1895), wirkte um 1865–1895: Bürgerpark Bremen, Knoops Park (um 1870), Waller Friedhof (1875–1890), Riensberger Friedhof (1875), Hasses Park? (um 1880)
- Lüder von Bentheim (1555–1613), wirkte um 1580–1613 (Renaissance): Stadtwaage (1587), Kornhaus (1591, 1944 zerstört), Anbauten der Burg Bederkesa (um 1600) und Bederkesaer Roland (1602), Bremer Rathaus (1609–1612)
- Wilhelm Blanke, wirkte um 1899–1920: Wohnhäuser im Parkviertel (1899–1919): Wohnhausgruppe Blumenthalstraße (1904/10), Wohnhausgruppe Goebenstraße mit Parkallee 30/32, Wohnhausgruppe Delbrückstraße, Hollerallee 77, Parkstraße 108, 116, Slevogtstraße 15, 17, 48 bis 58, Wohnhäuser in der Östlichen Vorstadt: Ensemble Schweizer Straße – Goethestraße (1890–1894), Schweizer Straße 19 Ecke Goethestraße, ursprünglich gebaut als Goethestraße 31, Goethestraße 32 bis 36 sowie Hinterhaus Goethestraße 37, Schweizer Straße 11–18
- Otto Blendermann (1879–1944), wirkte um 1900–1940: Kirche Rönnebeck-Farge (1905), Rathaus Blumenthal (1910), Theater am Goetheplatz (1913), Umbau der Baumwollbörse (1924), Kapelle Friedhof Aumund (1928), Herrenhaus Lahusen in Hohehorst (1929)
- Nicolaus Blohm (1779–1855), wirkte um 1815–1840, Deichkondukteur und später Stadtbaudirektor, als Architekt: Stadthaus (1816–1818); als Ingenieur bzw. späterer Stadtbaudirektor im Wasser- und Deichbau tätig
- Diedrich Bollmann (1875–1935), wirkte zwischen 1900 und 1935 in Bremen. Sohn des Architekten Carl Bollmann (1818–1899)
- Willi Bornemann, Oberbaurat bei der Oberfinanzdirektion: Zollamt Freihafen (1961), Zollamt Hansator (1965), Erweiterungsbau für das Finanzamt in Mitte (1968), Bundeswehrhochhaus in Mitte (1968)
- Arthur Bothe (1891–1981), wirkte von 1929 bis 1960: Haus Bothe, Riensberger Straße 45 (1929), Entwurf eines HJ-Heims in Oberneuland (1939), Kaffeerösterei Eduscho am Korffdeich (1951), Geschäftshaus Gollücke und Rothfos, Schlachte 3–5 (1951), Bankhaus Carl F. Plump & Co. als Eduscho-Haus am Markt (1952/53), Haus Eduscho, Bahnhofsstraße 28 (1955), Wiederaufbau von St. Stephani (1947–1959)
- Fritz Brandt (1902–1991), wirkte um 1950–1965: Medizinisches Warenhaus am Markt (1950), St.-Markus-Kirche in Kattenturm (1953–1955), St.-Ansgari-Kirche in Schwachhausen (1957), St.-Nikolai-Kirche in Mahndorf (1965), St. Wilhadi in Utbremen (1955)
- Hermann Brede (1923–2023), wirkte um 1956 bis um 1994: Wohnhaus Hillmann (1958), Kirche in Ritterhude-Werschenrege (um 1967), Gymnasium Lesum in Burglesum (1963–1970), Gemeindezentrum Ellener Brok an der Graubünder Straße (1968–1969), Flughafen Bremen (1968–1974), Gemeindezentrum Oslebshausen in Bremen (1975), Umbau für die Deutsche Bank am Domshof (1980)
- Jean Baptiste Broebes (um 1660–nach 1720), Ratsbaumeister in Bremen (1686–1692): u. a. Weserbrückentor und alte Börse auf dem Liebfrauenkirchhof
- Ewald Brune, wirkte ab 1960: Elisabethkirche in Hastedt, Suhrfeldstraße 161 (1969), Bürohaus für Mager und Wedemeyer in Hemelingen (um 1976), Eduscho-Haus am Bremer Marktplatz (1981), Verwaltungsgebäude der Brauerei Beck an der Weser (1975)[1], Filiale der Deutschen Bank Schwachhauser Heerstraße 199 (1991), Passage der Bremer Landesbank (1997)
- Marc Brune (* 1968), Büro Schwachhauser Heerstraße 88, Sohn von Ewald Brune: Hotel-Tourismusbauten auf Norderney
- Karl-Heinz Bruns, wirkte seit etwa 1960: Kirchen St. Ursula (1968), St. Pius, St. Benedikt und St. Josef in Oslebshausen (1969), Wohnbauten, Geschäftscenter etc.
- Hans Budde (1920–2002), wirkte um 1950–2002: Haus der Kirche, Christophoruskirche in Aumund-Fähr (1958), Kaffeehaus am Emmasee im Bürgerpark (1963–1964), Neues Gerichtsgebäude (um 1963), Müllverbrennungsanlage (MVA/ANO) in Findorff (1967–1969)
- Johannes oder Jan de Buschneer, wirkte ab 1530: Schütting am Markt
- Karl Buttmann (1906–2005), von 1949 bis 1971 Hochschullehrer für Architektur an der Bau- und Ingenieursschule Bremen

### C
- Werner Commichau wirkte ab etwa 1947 als Oberbaurat im Hochbauamt Bremen: Diverse Schulbauten wie an der Lothringer Straße in Schwachhausen, Wiederaufbau Theater am Goetheplatz (1948–1955)

### D
- Wolfram Dahms (* 1938), Architekt und Hochschullehrer: Hörsaal Universität Bremen (1988), Umbau Museum Weserburg (1991), Wohnhaus Parkallee 113 (1994), Umbau M-Trakt der Hochschule Bremen (2000/02)
- Karl Dillschneider (1904–1998), Denkmalpfleger von 1964 bis 1971: Der Schnoor, Sanierung ab 1959
- Timm Dorkowski (mit André Tülp in dt+p): ADR8-Bürogebäude Überseestadt (2015), Hansakontor Johann-Reiners-Platz in der Überseestadt (2023), Nordsee Zentrale im Fischereihafen Bremerhaven (2016)
- Albert Dunkel (1856–1905), wirkte um 1890–1905 im Stil des Historismus: Haus Roland am Markt 14 (Neelmeyer) (1895–1896), Umbau Essighaus (1897), Bremer Bank am Domshof (1904)
- Fritz Dunkel; Geschäftshaus Wachsmuth (1908, Auf den Häfen 12–15), Silberwarenfabrik Koch & Bergfeld (1892–1895, Kirchweg 190–200), Bankhaus Neelmeyer (1893, Am Markt 15–16), Wohnhäuser Besselstraße 91, Herderstraße 92 und Contrescarpe 18 (Umbau 1894), Villa Müller-Schall (Hollerallee 75).
- Gerhard Dunkhase (* 1935): Martin-Luther-Kirche (Seckenhausen) (1968)

### E
- Carl Eeg (1876–1956), wirkte mit Eduard Runge von 1903 bis 1952: Viele Villen, u. a. Villa Strauch (1906) und Villa Biermann; 1914 Wettbewerbssieger der Julius-Rohland-Stiftung für die Fassade des Geschäftshauses von Hütschler & Streckewald (Haus Rohlandseck) Obernstraße/Unser-Lieben-Frauen-Kirchhof; 1914–1916 Erweiterungsbau des Schüttings
- Ernst Ehrhardt (1855–1944): Dombaumeister (1897–1901): Sanierungsarbeiten, Turmbläserbrunnen; Baudirektor Hochbau (1908–1920): Sanierungen am Gewerbehaus, Schul- und Krankenhausbauten

### F
- Heinrich Flügel (1849–1930) wirkte um 1874–1920 im Stil der Neogotik und des Historismus: Bauinspektion II; Schule an der Langemarckstraße (1894) in der Neustadt, Schule an der Lessingstraße, St. Joseph-Stift an der Schwachhauser Heerstraße (1881), ehem. Elisabethschule in Walle, alte Chirurgische Klinik vom Klinikum Bremen-Mitte (1890), Gymnasium an der Hamburger Straße, Überseemuseum in Bremen (1893/96), St.-Viktor-Kirche in Damme (1906), Herz-Jesu-Kirche in Bremerhaven-Geestemünde (1911)
- Ludwig Franzius (1832–1903), wirkte um 1860–1903, Oberbaudirektor und Wasserbauingenieur: Überseemuseum Bremen (1893/96)
- Otto Freese (1927–2009) wirkte von 1965 bis 1976 als Leitender Baudirektor des Universitätsbauamtes Bremen (UBA), war danach Erster Leitender Baudirektor in Hamburg
- Paul Freye (1869–1958), wirkte um 1910–1939, Gartenbaudirektor in Bremen: Friedhof Osterholz in Bremen (ab 1910), Waller Park (1928), Oslebshauser Park (1931), Schlosspark Sebaldsbrück (1931), Verlegung des Botanischen Gartens (1936/39)
- Max Fritsche, Baurat in der Hochbauinspektion I, später Hochbauamt Bremen: Schule am Leibnizplatz (1909), Volksschule am Holzhafen (1910), Schule an der Kornstraße (1914/16), Schule an der Stader Straße (1915–1920)
- Paul Frölich (1874–1946), von 1897 bis 1936 zusammen mit Friedrich Wellermann (Sozietät Wellermann & Frölich), Spezialität: Neobarocke Villen, auch mit modernen englischen Einflüssen, und Rokoko-Interieurs (Marie Antoinette) für Privathäuser, Schiffs- und Hotelausstattungen; Werke: Schröder-Bank Obernstraße Nr. 2–12 (1923–1931); im Bürgerpark und Stadtwald: Melcherspavillon, Aufseherhaus, Niemannbrücke, Hoffmann-Pavillon.

### G
- Heinrich Garbade (1881–evtl. 1966): Wohnhausgruppe Benquestraße (1910/13)
- Bert Gielen, wirkte ab 1956 bis Ende der 1970er Jahre: Krankenhausbauten zus. mit seinem Onkel Ernst Kopp (1890–1962): Zentralbau Klinikum Bremen-Mitte (bis 1963), DIAKO Bremen (1961), Klinikum Bremen-Nord (1962) sowie Hygieneinstitut beim Klinikum Bremen-Mitte (1973), Andreaskirche Schildgen in Bergisch Gladbach (1967)
- Eberhard Gildemeister (1897–1978), wirkte um 1927–1967: Haus des Reichs (1928–1930), Lehnhofsiedlung in Bremen-St. Magnus (1950/51), Rembertikirche, Schwachhauser Heerstraße (1950–1951) und Gemeindehaus (1959), Erlöserkirche Schwachhausen (1950), Emmaus-Kirche des Diakonissenkrankenhauses in Gröpelingen (1959–1961), Kirchenzentrum St. Magni (1967), Sparkasse am Markt (1958), Wikingborg, Haus Parchmann (1962)
- Eduard Gildemeister (1848–1946), wirkte um 1880–1910: Kirche St. Georg in Huchting (1879),[2] Landhaus Hasse, Rockwinkeler Landstraße 41 (1896), Villa Frese (1897),[3] St.-Petri-Waisenhaus (später Polizeihaus) im Gebäude Stader Straße 35 (1901), Villa Ahlers (1904), Landhaus Waldthausen (1906)
- Hermann Gildemeister (1891–1984), wirkte um 1927–1945: Haus des Reichs (1928–1930),[4] Erlöserkirche (1950)[5]
- Karl Gildemeister (1820–1869): Lehrer an der gewerblichen Zeichenschule in Bremen
- Werner Glade, wirkte um 1965–1990: Gesamtschule Bremen-Ost (1972), Universität-GW 2 (1973), Wohnbauten im Fährquartier Vegesack (1982), Bürgerzentrum Berliner Freiheit (1975), Frauenklinik St.-Jürgen-Straße (1986), Umbau Bremer Theater + Neubau Werkstättengebäude (1990)
- GME Architektengruppe (Keil, Buck, Kohlrausch + Partner) aus Achim und Bremen: Modehaus Leffers, Reeder Bischofstraße (1998), Liesel Anspacher-Schule Achim, Mehrfamilienhaus Findorff, Büro auf ex. Radio-Bremen-Areal, Bürohaus Röhlig Logistics (um 2018), Ärztehaus in Schwachhausen, Sparkasse Bremen in Horn-Lehe 2021, Zentrale Capricorn in Mahndorf; Grundschule Kirchhuchting (2022), Kelloggs-Areal. Wohn- und Geschäftshaus Auf den Häfen (2022)
- Wolfram Goldapp (1950–1995): Wohnungsbau Marterburg im Schnoor (1985–1986), Wohnungsbau Auf den Häfen (1983–1985), Möbelhaus Flamme, Stadthalle Bremerhaven
- Leo-Karl Golombek (20. Jh.): Heilig Kreuz (Bremen) (1960), Guter Hirt (Lilienthal) (1961)
- Walter Görig (1885–1974), wirkte um 1912–1960: Neubau Die Glocke (1928), Friesenhaus im Spitzenkiel, Bremen-Mitte (1928), ev. Nikolaikirche Oslebshausen (1930), Schifffahrts- & Hypothekenbank Am Domshof (um 1954)

### H
- Hans Haering wirkte in Bremen von 1907 bis 1955 in einem konservativen, von der Heimatschutzbewegung beeinflussten Stil: Haus Weltmann, Rockwinkeler Heerstraße 119 (1913), Wohnhaus Lindenweg 12 (1922), Landhaus Krages, Marcusallee 11 (1925)
- Kurt Haering (1908–1968), Sohn des Architekten Hans Haering, wirkte nach 1944 im traditionellen Stil: Am Markt 14 (1954), drei Geschäftshauser der Sögestraße 47–52 (1949), Zentralbad im Stadtzentrum am Richtweg (1952, abgerissen), Schlossparkbad in Sebaldsbrück (1956), Heidbergbad in Lesum (1957), Wohnanlage am Chaukenhügel in St. Magnus (1958)
- Günther Hafemann (1902–1960), wirkte um 1938–1960: Getreideanlage in der westlichen Vorstadt, Speicher I (Bremen) (1948/50), Wohnanlagen in Neuenlande (1955–1956), Wohnanlage Kohlmannstraße (1954/56) und Neue Vahr (1957ff.)
- Peter Hartlich (1944–1998) in Büro Haslob/Hartlich/Schütz(1944–1998): diverse Bürogebäude, u. a. Bürohaus Herrlichkeit 1 (1998), Lloydpassage (1987–1990), Domshofpassage (1998), Neubau Sparkasse Am Brill (1999–2001), Altenwohnungen im Haus im Viertel
- Harm Haslob (* 1942) in Büro Haslob/Hartlich/Schütz bzw. Haslob/Kruse und Haslob/Kruse/Bode: Bürohaus Herrlichkeit 1 (1998), Lloydpassage (1987–1990), Domshofpassage (1998), Passage Bürgerweide am Hauptbahnhof (1995), Sparkasse am Brill (1999–2001), Wohnbebauung Teerhof (1990–1996), Altenwohnungsbau Vier Deichgrafen in Vegesack, St.-Remberti-Stift, Haus im Viertel, Umbau des ehem. Fernsprechamts an der Ecke Markt / Langenstraße (2000–2001), Universum Bremen: SchauBox (2007), Bürohaus Teerhof 59 (2008/09), MTG-Satellitenintegrationshalle der OHB, Karl-Ferdinand-Braun-Straße 8 (2012), Stadtwerder Quartier 6, 2013), Zentrum Tiefseeforschung (2019, Bücherturm der Unibibliothek (2016), Fraunhofer-Institut für Digitale Medizin MEVIS, Max-von-Laue-Straße 2 (2021)
- Veit Heckrott (1936–2007): St.-Birgitta-Gemeindezentrum und Altenpflegeheim Birgitta im Marßeler Feld (1971, BDA-Preise 1974), Altenzentrum St. Michael in der Kornstraße 383 (1977, BDA-Preis), Einfamilienhäuser in Bremen – Oberneuland (1985) zus. mit Kurt Schmidt, Kath. Kirche Heilige Familie (1987) zus. mit Franz G. Hopf
- Heinemann, Freiraumplanungen, 1970ff.: siehe bei Kreikenbaum
- Friedrich Heuer (1897–1960), wirkte um 1930–1960: Wohnbebauung in Grolland (1935–1940), Wiederaufbau der Stadtwaage in der Langenstraße (1960), Wohnanlage Sparer Dank Kulenkampffallee
- Werner Heyberger (1880–1914): Altenheim Egestorff-Stiftung (1909–1912), Geschäftshaus Beye und Fahl am Ostertorsteinweg Nr. 1/2[6] (um 1910), Klinkerbrüche im Bürgerpark
- Hildebrand und Günthel, Industriearchitekturbüro am Anfang des 20. Jahrhunderts: Ölmühle Groß-Gerau-Bremen und Kaffee HAG in der Überseestadt um 1899 bis 1914
- Gustav Hillmann in IBUS-Architekten: Erweiterung Stadtteilschule In den Sandwehen am Neuenkirchner Weg in Rönnebeck (2004)
- Hans-Jürgen Hilmes (* 1962) im Büro Hilmes Lambrecht: Erweiterung der Hochschule für Künste Bremen (2006), Speicher I (Bremen) (2006), Landmark-Tower, Erweiterung/Umbau Weinmanifaktur (2011) und Schuppen 2 – Eventloft (2007) in der Überseestadt, Büroloft Rösterei im Kaffeequartier Lloydstraße (2011), Mehrfamilienhaus Stadtwerder (2013),
- Fred Hodde: Bürogemeinschaft mit Th. Siegfried A. Morschel und Gustav A. Henke (Morschel, Henke und Hodde) in den 1950/1960er Jahren; siehe bei Morschel
- Bernhard Hoetger (1874–1949): Böttcherstraße: Paula-Becker-Modersohn-Haus und Haus Atlantis (1926–1931), Bauten, Gärten und Skulpturen in Worpswede (1914–1933)
- Richard Homann, Gartenarchitekt, (1927–1963): Botanischer Garten (1936), Rhododendron-Park (1936)
- Wilhelm Hübotter (1895–1976), Landschaftsarchitekt: Werdersee (um 1953)
- Wolfgang Hübschen: Kontorhaus an der Schlachte (um 2002), Studentenwohnheim Uni-Ring 1 (um 2011)
- Enno Huchting: um 1930 bis 1960er Jahre, Haus Huchting, Villen, Wohn-, Kleinsiedlungs- und Reihenhäuser sowie die Christuskirche in der Vahr.

### J
- Rudolf Jacobs (1879–1946): Lloydgebäude Gustav-Deetjen-Allee (1911–1913), Parkhotel Bremen (1912–1913), Lloyd-Bahnhof (1913), Wohnanlage Breitenbachhof (1915–1919), Rathscafé/Deutsches Haus am Markt (1909/11), Gebäude der Kunstschule Bremen Am Wandrahm 23 (1922), Hauptpostamt 5 beim Hauptbahnhof (1923–1926), Landhaus Pappiér, Schwachhauser Heerstraße 224 (1928)
- Campe Janda Architekten: Gemeindehaus und Kindertageseinrichtung Unser Lieben Frauen, BDA-Preis Bremen 2019
- Richard Jansen (1878–1941), Architekt in Bremen, seit 1901 Mitarbeiter im Büro von Wellermann und Frölich, von 1905 bis 1919 Sozietät mit Victor (Franzisco Gilbert) Meeussen; vor 1914 Geschäftshäuser, danach 2. Wettbewerbspreis und Ausführung des Volkshauses.

### K
- Ronald Kirsch wirkt ab 1995: Atelier Pawlik Stromer Landstraße 23d (2003), Wohnanlage An der Kuhweide (2010), Ulrichs-Villa in Bremen-Nord (2013), Hansa-Tresor in Bremen-Überseestadt (2014)
- Willi Kläner, wirkte um 1960 bis 1980: Finke-Hochhaus, Altstadt (1956), Altenheime: Blumenkamp, Haferkamp, Landhaus Horn (1959); Wohnheime: Diakonissenkrankenhaus, Rot-Kreuz-Krankenhaus, Seemannsheim; Schule im Marsseler Feld/Landskronastraße 46 (1964)
- Erich Kleinhempel (1874–1947): 1912–1934 Direktor der Staatliche Kunstgewerbeschule Bremen
- Ernst Klingenberg (1830–1918): Wirkte im Stil des Historismus in Bremen, Oldenburg und Berlin: In Bremen u. a. Geschäftshaus Obernstraße (1860), Villa Kapff, Schwachhauser Heerstraße 62 (1865), Doppelhaus Außer der Schleifmühle 24/25, Doppelhaus Sielwall 50/51
- Ludwig Klingenberg (1840–1924): Wirkte im Stil des Historismus in Bremen und Oldenburg: In Bremen: Gerichtshaus Bremen 1902, Villa Schröder Weserstraße 79 (1887), Villa Bischoff, Weserstraße (1887)
- Wilhelm Klocke (1923–2012): 1972–1984 erster Präsident der Architektenkammer in Bremen
- Thomas Klumpp, wirkt ab 1970: Marterburg-Wohnbauten (1985–1993), Altstadt, Rutenstraße 14 (1985) und 28 (1981), Congress Centrum Bremen (1997), Möbelhaus Flamme in Mitte, Universum Bremen (2000), Polizeihaus/Wall-Forum (2002–2004), Atlantic Hotel Sail City (2006–2008), Klimahaus Bremerhaven (2005–2009)
- Wilhelm Knop, Baudirektor der Hochbauinspektion I, später Hochbauamt Bremen: Schule am Leibnizplatz (1909), Volksschule am Holzhafen (1910), Schule am Pulverberg (1911), Volksschule Nürnberger Straße 34 (1912), Hilfsschule Gothaer Straße (1914), Schulzentrum an der Helgolander Straße (1913–1916), Schule an der Kornstraße (1914/16), Schule an der Stader Straße (1915–1920)
- Siegfried Köhl, wirkt ab 1965: Gesamtschule Ost in Osterholz (Bremen) (1970–1972), GW 2 in der Universität (1970–1973), Doppelhäuser in Horn-Lehe (1971–1972), Kirche beim Rembertiring (1983), Wohnhaus Hollerallee 32 (1995)
- Carl Krahn (1881–1956) wirkte 1907–1930: Haus Krahn (1914), Bremer Logenhaus (1922), Ensemble Gravelottestraße (1924/26), Haus Pape (1927), Haus Meyer (Bremen) (1928) und Mehrfamilienhaus Seidl-straße/Ecke Georg-Gröning-Straße (1930)
- Hans Krajewski (1910–1987), Oberbaurat im Hochbauamt Bremen: Berufsbildungszentrum Bremen BBZ (1952–1954) in Mitte, Schulzentrum Habenhausen, Jugendheim Walle (1952)
- Lore Krajewski, geb. Agatz (1921–2019) wirkte von um 1950 bis um 1954: Hapag-Lloyd-Pavillon Wall/Herdentor (1951), Kiefert-Pavillon Bahnhofsvorplatz (1951), zwei Jugendfreizeitheime, Schwesterschülerinnenheim beim RK-Krankenhaus, Reihenhäuser im Bremer Westen (1951)[7]
- Harald Kreikenbaum, Freiraumplanungen, wirkte ab 1965: Flughafen Bremen (1988–1999), Rathaus Worpswede (1992ff.), Schlachte und Pontons (1992–1995), Teerhof (1992–1995), Marktplatz in Vegesack (2003–2007), Speicher 1 in der Überseestadt (2005–2007), Platz am Torhafen in Findorffallee (2006)
- Ernst Crossmann, wirkte um 1610–1622: Renaissance-Bauten, u. a. Essighaus (1617–1618), Meister der Portale und Giebel
- Eberhard Kulenkampff (1927–2021): 1974–1987 als Senatsdirektor höchster Baubeamter in Bremen. Stadtplanerisch: Bebauung des Teerhofs, Neugestaltung Domshof, Entwicklung von Passagen.
- Roland Kutzki (* 1942): mit Hermann Brede: Kirche Ellener Brok (1968–1970); mit Eberhard Kaiser Staats- und Universitätsbibliothek Bremen (1971–1974), Halle der Rhythmischen Sportgymnastik, Uni-Gelände (1990); 1990–2004: Leiter des Bereichs Städtebauförderung, Stadtentwicklung und Stadterneuerung des Landes Mecklenburg-Vorpommern

### L
- Ebba Lamprecht (* 1963): siehe bei Hans-Jürgen Hilmes
- Hans Lassen, (1868–1941), betrieb 1903 bis ca. 1935 ein Architekturbüro in Bremen, zeitweise zusammen mit seinem jüngeren Bruder Heinrich (geb. 1879). Vor dem Ersten Weltkrieg erfolgreich mit zahlreichen Wohn- und Geschäftshausbauten
- Luc Lepere, Freiraumplanungen, wirkt ab 1970: Freiflächen und Grünanlagen
- Heinz Logemann (1907–1992), 1930 bis 1960er Jahre: Ronning-Haus 1949 Sögestraße 54, Allianz-Haus Bremen 1951, Am Wall / Ecke Sögestraße (1951), Büro- und Bankhaus Am Markt 14 zus. mit Kurt Haering (1954), Ronning-Betriebsgebäude Richard Dunkel-Straße (1955)
- Carsten Lorenzen (mit Dietrich Fink, Thomas Jocher, Ulrich Ruwe): Magellan-Quartier, Walle-Überseestadt (2012–2015)
- Simon Loschen (1818–1902), wirkte um 1860–1880 im Stil der Neugotik: Bürgermeister-Smidt-Gedächtniskirche (1863–1870) und Leuchtturm Neuer Hafen (1863–1870) in Bremerhaven, Friedenskirche Bremen, Humboldtstraße mit Johannes Rippe (1869)
- Friedrich Lüthke, wirkte um 1900: Wohnhäuser in der Neustadt: Osterstraße 47–50, Häusergruppe Rückertstraße 5–34, Geibelstraße 35–63

### M
- Heinrich Mänz (1861–1912) wirkte ab 1895 am Technikum in Bremen als Lehrer, diverse Architektur-Wettbewerben als Teilnehmer und Preisrichter; entwarf u. a. Sparkasse Vor dem Steintor 18/22 (1899), Sparkasse an der Kielstraße 24 (1900) Wohnhaus Mänz, Parkallee 211 (1911)
- Volkhard Meyer-Burg († 1938), wirkte ab 1965: Laubenganghaus in St. Magnus (1968), Geschäftshaus Bischofsnadel 6 (1974/75), Wohnanlage in Oberneuland, Wilhelm-Böhmert-Straße 2/4 (1974), Kulturzentrum Schlachthof (1979–1982), Wohnanlage Bleicherstraße (1982), Mehrfamilienhaus im Rembertiviertel (1983)
- Siegfried Morschel (1920–2002), wirkte um 1946–1990: viele Wohn- und Geschäftshäuser, Stadtwerkegebäude an der Schlachthofstraße, Siemens-Hochhaus (1961), Tivoli-Hochhaus (1962)
- Kristen Müller, wirkte ab 1965: GW 2 in der Universität Bremen (1970–1973); Wohnanlagen: Deliusweg 17–21 (1978), Ehmkenstraße (1974), Hinter den Ellern (1978–1979), Marcusallee (um 1980); Café Rhododendronpark (1978)
- Gunter Müller: Wohnanlagen Grolland Süd (1961–1965), als Partner im Büro Team 4: Bürohaus für die Bremer Treuhand in Habenhausen (um 1973), Wohnanlage Wohlers Eichen in Oslebshausen (1973), Gustav-Heinemann-Bürgerhaus in Vegesack am Sedanplatz (1977)
- Heinrich Müller (1819–1890), wirkte um 1849–1890 im Stil des Spätklassizismus, Historismus als Tudor-Gotik und der Neorenaissance: Auswandererhaus Bremerhaven (1849), Hillmanns Hotel (1850, zerst.), Villa Wätjen, Osterdeich 2 (1858), Villa in Wätjens Park in Blumenthal (1858–1864), Kirche in Oberneuland (1859), Bremer Börse (1861/64), Wohnhäuser Weserstraße 26 und 26A (1863), Villen Lürman, Contrescarpe 21 und 22 (1866), Umbau Die alte Glocke (1869), Wohnhäuser Osterdeich 4, 5–17, 25–27 (ab 1863), Neue Börse in Königsberg (1875), Villa Fritze in Vegesack, Weserstraße 74 (1876), Meierei im Bürgerpark (1880), Logenhaus Am Wall (1880)
- Gerhard Müller-Menckens (1917–2007), wirkte um 1952–2000: Handelskrankenkasse Am Wall (1952), Schule am Halmer Weg (1956), Feierhalle auf dem Friedhof Huckelriede (1962), Schnoorviertel Sanierung (1959ff.) mit Kulturzentrum Packhaus, Kunsthalle Bremerhaven (1964), Bankhaus Plump (1962), Wohnbauanlagen Sparer-Dank, Kulenkampffallee (1966), Versöhnungskirche (Bremen) (1966), Bürogebäude Lexzau, Scharbau (1969), Friedhof Huckelriede, Bremen-Habenhausen (1969), Klärwerke Seehausen und Farge (1966/73), Bremer Landesbank am Domshof (1972, 2013 Abriss), Ludwig-Roselius-Museum Worpswede (1971), Rhenus-Haus, Bremen (1973), Packhaustheater Bremen (1976), Erweiterung Sparkasse Am Brill (1980), Burg Bederkesa (1982), Wohnhaus Teerhof (1993), Schule In den Sandwehen am Neuenkirchner Weg in Rönnebeck
- Carl Ludwig Murtfeldt (1745–1820), Architekt und Kartograf; Bremer Stadttheater (1792), Murtfeldtsche Karte.

### N
- Johann Nacke († 1620): Renaissance-Bauten: Gewerbehaus (1620), Essighaus (1617–1618)
- Heribert Nadolle: Columbushotel am Bahnhofsplatz mit Ernst Zinsser (1952)
- Friedrich Neumark (1876–1957), siehe bei Heinrich Wilhelm Behrens
- Jan Noltenius (1907–1981): Johann-Hinrich-Wichern-Kirche in Blumenthal / Lüssum-Bockhorn (1959), Matthias-Claudius-Kirche in der Neustadt / Gartenstadt Süd (1966), Kirche St. Pauli in der Neustadt / Alte Neustadt (1967)

### O
- Karl August Oehring, Baumeister/Baurat in der Hochbauinspektion I/Hochbauamt Bremen: Hilfsschule Vegesacker Straße 84 (1911), Schule am Pulverberg (1911), Schule an der Helgolander Straße (1916), Dienstgebäude Schutzpolizeigebäude „Kommando Hafen“ (1925), Schule Lange Reihe 81 (1929)
- Hans Ohnesorge (1875–1938), Bauat/Oberbaurat in der Hochbauinspektion I und im Hochbauamt Bremen: Bauten für das St.-Jürgen-Asyl von 1900 bis 1915 auf dem Klinikum Bremen-Ost, Polizeiwache Woltmershausen. Woltmershauser Straße 71 (1910), Schulzentrum Waller Ring (1913), Kaserne Roter Sand (1926), Schule Lange Reihe 81 (1928), Schutzpolizeigebäude „Kommando Hafen“, Hafenstraße 51 (1923/25), Schule an der Schaumburger Straße (1929/31)
- Gerhard Offenberg (1897–1987), Baudirektor in Bremen (1934–1942): Nicht realisierte Umbaupläne für das Stadtzentrum um den Domshof, Schule Kleine Helle (heute Altes Gymnasium) (1914/16)
- Karl August Orf (1912–1977) wirkte als Landschaftsarchitekt um 1948 bis um 1965: Grünplanung der Gartenstadt Vahr und der Neuen Vahr (um 1954/60); aus dem Büro gingen die Büros der Landschaftsplaner Karl Peter Schreckenberg, Harald Kreikenbaum und Luc Lepère hervor.
- Manfred Osthaus (1933–2012): Bremer Staatsrat für das Bauwesen (1989–1993)
- Joseph Ostwald (1879–1950), Kino- und Theater-Architekt, wirkte um 1906–1950: Metropol-Theater (1908), Opera-Theater (1910), Schauspielhaus (ehem. Tonhallen), Neustadts-Wall (1910), Varieté Astoria, Katharinenstraße (1910), Europapalast am Herdentorsteinweg (1926), Schauburg Bremen, Vor dem Steintor (1929), Umbau Tivoli an der Weide (1932), Umbau Centralhallen, Düsternstraße 4 (1939–1943), Concordia an der Schwachhauser Heerstraße in Schwachhausen (1945), UT am Bahnhofsplatz (1948), Astoria-Neubau (1950) sowie weitere Wohn- und Geschäftshäuser

### P
- Katja-Annika Pahl (* 1971, Hamburg/Bremen): Gemeindezentrum Unser Lieben Frauen (2017)
- Martin Pampus, wirkte seit den 1970er Jahren im Büro von Gert Schulze und Schulze Schulze Pampus und seit 2004 im Büro Schulze Pampus: Bauten dazu siehe bei Gert Schulze und Jan Jakob Schulze; sowie Chemisches Laborgebäude der Universität, Fahrenheitstraße 1 (2011)
- Jacob Ephraim Polzin (1778–1851), wirkte um 1815 bis 1840 im Stil des Klassizismus: In Altstadt: Häuser oder Häusergruppen: An der Herrlichkeit 14–16 (1816), Schlachte 1 (1819), Brautstraße 15, Schüsselkorb 1 (1820), Am Wall 197 (1829), Am Wall 199/200, Am Wall 113 (1833), Am Wall 151 (alle Gebäude nicht erhalten), Erweiterung Stadtkirche Vegesack (1832), Onkel von den Poppe-Baumeistern
- Carl Gerhard Poppe (1813–1891), wirkte ab 1855: Wohn- und Packhäuser am Dopbben, auf dem Teerhof und am Stephanitorswall, Sohn des Stadtbaumeisters Johann Georg Poppe (1769–1826)
- Johann Georg Poppe (1837–1915), wirkte um 1863 bis 1915: Wohnhäuser Osterdeich 4, 5–17, 25–27 (ab 1863), Umbau der Villa Ichon (1871), Altes Wasserwerk (genannt Umgedrehte Kommode) (1871–1873), Bremer Baumwollbörse in der Altstadt (1902), das Lloydgebäude, die Hauptverwaltung des Norddeutschen Lloyd in der Altstadt (1907–1910), Landhäuser in Horn-Lehe und Oberneuland, Am Wall 111, Altstadt (nicht erhalten) sowie Bauten der Nordwestdeutschen Gewerbe- und Industrieausstellung
- Simon Albrecht Poppe, um 1820: Buchtstraße 67/68 in Altstadt (1820) (nicht erhalten)

### Q
- Dieter Quiram (1938–2013): wirkte um 1970 bis 2002: ab 1975 Hochschullehrer an der Hochschule Bremen, Gemeindezentrum Kanzlerfeld in Braunschweig (1975), Umbau Altstadtrathaus Braunschweig (1984), Umbau Landesmuseum Braunschweig (1985), Umbau Schloss Schöningen (1985), Brücke zum Teerhof Bremen (1996), Umbau Gesellschaftshaus in Magdeburg (2000), Umbau Schloss Corvey in Höxter (2002)

### R
- Helmut Rabien (* 1944); wirkte um 1972 bis 2009: Architekt in Stuttgart, dann Stadtplaner in Bremerhaven (1976–1987), Architekt im Bauamt Bremen-Nord und im BMB bzw. GBI (1987–2003): Wohn- und Geschäftshaus Rheinstraße in Bremen (1973), BDA-Preis Bremen 1974, Betriebsgebäude Kläranlage Farge (1973), Haus der Zukunft mit Ulrich Helpertz in Lüssum-Bockhorn (1997), Umbau Speicher Havenhöövt (1997)
- Friedrich Wilhelm Rauschenberg (1853–1935), wirkte um 1882 bis 1930: Wohn-, Miet-, Geschäfts- und Landhäuser im Stil der Neorenaissance (um 1890 Rickmers- und die Niemannbrücke, Bremer Gewerbebank) und im Jugendstil (u. a. Weberstraße 7–21)
- Rudi Richter, wirkte um 1952–1980: Finke-Hochhaus in Altstadt (1956), Altenheime: Blumenkamp, Haferkamp, Landhaus Horn (1959); Wohnheime: Diakonissenkrankenhaus, Rotes-Kreuz-Krankenhaus, Seemannsheim; Schule an der Landskronastraße (1964)
- Johannes Rippe (1838–1908), Baudirektor, wirkte um 1865–1908: Bauten im Neogotischen Stil wie die Friedenskirche an der Humboldtstraße (1869), die Justizvollzugsanstalt Oslebshausen in Oslebshausen (1874), die Jakobikirche am Kirchweg in der Neustadt (1875–1876) und die Willehadi-Kirche an der Nordstraße in Walle (1876–1878), Seefahrtsschule am Neustadtswall (1877); späte auch Bauten im Stil der Neorenaissance.
- Christian Roselius (1871–1945), Garten- und Landschaftsarchitekt: Pläne für Park Gut Hodenberg, Knoops Park, Friedhöfe in Stade, Verden und Syke, Friedhof Aumund (1928), Freilichtmuseum auf der Insel Stade.
- Franz Rosenberg (1911–1994): Bremer Oberbaudirektor, Senatsbaudirektor und Senatsdirektor (1955–1970), Wiederaufbau von Bremen
- Theodor Rosenbusch, wirkte um 1950–1965: Parkhotel (1951–1952), Jacobs-Hochhaus (Kraft-Foods), Neustadt (um 1970)
- Horst Rosengart (1936–2021), wirkte ab ca. 1962 bis 2011: In Togo u. a.: Bethesda Krankenhaus (1965), Seemannsheim in Lomé (1966), Sozialstation (1966), Wohnbauten (1968), Hotel Tropicana (1973), Lotsenstatiom (1977). In Bremen: Männerwohnheim Friedrich-Rauers-Straße (1971), Gemeindezentrum Tenever (1972), Abraham-Kirche (um 1980), Teerhof-Wohnbauten (1990–1995), Uni – Fallturm (1989–1990), Uni-Institut Zarm (1988–1990), Wohnanlage + Theatergarage (1984), Katharinenpassage (1984), Lloydpassage in der Altstadt (1987–1990), Ärztezentrum Haferwende (1992–1994), Anbau Oberschule Findorff (2000)
- Carl Rotermund (1889–1976), Prof., Schünemannhaus (1926/1928), Ilsabeenstift in Bremen-St-Magnus (1951/52), Hallenbad Süd (Neustadt) (1970)
- Alfred Runge (1881–1946), wirkte um 1904–1939: Böttcherstraße: Kaffee-HAG-, Petrus-, Glockenspiel-Haus (1923–1926), Wohnhäuser Schwachhauser Ring 2–18 in Schwachhausen (1924)
- Gustav Runge, wirkte um 1860–1890: Schloss Mühlenthal (1868–1871), Wohnhäuser
- Ulrich Ruwe: Schule und Kindergarten Borgfeld-West (2005)
- Lüder Rutenberg (1816–1890), wirkte um 1850–1910 im Stil des Spätklassizismus und Historismus: Kunsthalle Am Wall, Wohnhäuser Contrescarpe 18, 34, 35 (1853), Wohnhäuser im Fesenfeldviertel (1862–1910), Villa Rutenberg (1864)

### S
- Max Salzmann, Dombaumeister 1889–1897: Domsanierung (1888ff.), Raths-Apotheke (Bremen) am Markt (1893/94), Fassade der „Unser Lieben Frauen Kirche“ (1893)
- Hans Scharoun (1893–1972), 1911 Architektenwettbewerb in Bremerhaven, Deutsches Schifffahrtsmuseum Bremerhaven (1972/75).
- Max Säume (1901–1965), wirkte um 1948–1965: Speicher I (Bremen) (1948/50), Hafenhochhaus Überseestadt (1961), Wohnanlagen in Gartenstadt Süd und Neue Vahr (1957–1962), Wohnanlage Kohlmannstraße (1954–1956), Tivoli-Hochhaus (1962), Siemens-Hochhaus (Bremen) (1961–1965).
- Kurt Schmidt, wirkte um 1960–1985: GW 2 in der Universität (1970–1973), Gesamtschule Ost (1970–1972); Wohnhäuser: Benquestraße 2 (1979), Doppelhäuser Horn-Lehe (1971–1972), Terrassenhaus Obernkirchner Straße 16, Schwachhausen (1970–1971), Marcusallee (Achterdiek) Horn-Lehe (1973–1974), Kurt-Schumacher-Allee (Bremen) 1 Vahr (1981–1982); Werkhof Gartenbauamt (1981).
- Johannes Schneider, wirkte ab 1985: Omnilab Laborzentrum (Unigebiet) (2000), Schule Borchshöhe (2003); Gewerbebauten: Würth (2005), Europaallee (2006)
- Peter Schnorrenberger (* 1935), wirkte ab 1970: Grafisches Kabinett Fedelhören in Bremen-Mitte (1974), Wohnhaus Stavendamm 12 im Bremer Schnoor (1974), Schauspielhaus (1984), Teerhof-Wohnbauten (1990–1996), Marckshaus-Erweiterung in der Altstadt (1989), Paula-Modersohn-Becker-Museum (1994), Umbau Packhaus am Stavendamm im Bremer Schnoor (1999), Stadtamt Bremen in der Pelzerstraße (2003)
- Manfred Schomers (* 1940); wirkte ab 1974: Leiter der Bauabteilung beim Bausenator; Hochschullehrer und Planungsbüro ab 1986: Stadtwerke-Verwaltungsgebäude an der Bürgerweide (um 1990), Heizkraftwerk Hastedt (1990), Altenwohnungen + Schwankhalle + Buntentorsteinweg 112 in der Neustadt (1993/2002), Teerhof (1990–1996), St.-Pauli-Stift (Neustadt) (1997), Siedlung auf dem Kruge in (Gröpelingen) (1997), Cafe Sand an der Weser, Neugestaltung der Schlachte (1998–2000), Börsennebengebäude in der Altstadt (1998–2001), Reihenhäuser in Brokhuchting (2001), Kontorhaus am Markt (2000/02), Speicher XI im Hafen (2002), Kaufhaus Peek & Cloppenburg in der Obernstraße in der Altstadt (2003); ab Ende 1980er Jahre Hochschullehrer
- Erik Schott, wirkte um 1945–1965, Büro mit Wortmann: Kontorhaus und Hafenspeicher Auf der Muggenburg für Reidemeister & Ulrichs (1951), Haus Seefahrt in Grohn (1951), Geschäftshaus am Altenwall (1951), Fruchthof Bremen, Nordmende in Hemelingen
- Karl Peter Schreckenberg, Freiraumplanungen, 1967ff. in „ASP“: Cityspielplatz Papenstraße (1996–1997), Bremer Landesbank (1997), Kundencenter Daimler (1997), Space-Park in Gröpelingen (2001), Themenpark im Rhododendron-Park (2000–2002), Botanika (2001–2003); Freiraumplanungen unter anderem in Tribsees (Altstadt), Anklam (Markt) oder Zinnowitz (Promenade)
- Carsten Schröck (1923–1973), wirkte um 1954–1973: Zionskirche in Bremen-Neustadt (1957),[8] Auferstehungskirche (Hastedt) (1958/59), Jugendherberge Bremen als Haus der Jugend an der Weser (um 1957), Haus der Kirche der Bremischen Evangelischen Kirche, St.-Lukas-Kirche in Grolland (1963)[9], Kaffeehaus am Emmasee im Bürgerpark (1964), St. Matthäus-Kirche in Huchting (1966), Dietrich-Bonhoeffer-Gemeindezentrum Huchting (1971),[10] Ilsabeen – Stift in St. Magnus, Volksbank an der Domsheide (um 1970), Gemeindezentrum in Tenever (1970), Katharinen-Hochgarage an der Katharinen-Passage in der Bremer-Altstadt, Gemeindezentrum Lüssum (1973), Abraham-Kirche in Kattenturm (1973/75)
- Alexander Schröder (1806–1877), Baudirektor, wirkte um 1846–1877: Krankenhaus St.-Jürgen-Straße (1851), Haus Tannenberg/Landhaus Loose (1852), Hauptschule (Altes Gymnasium) in der Dechanatstraße (1872–1873), Justizvollzugsanstalt Oslebshausen (1871–1874), Seefahrtsschule am Neustadtswall (1877), Schröder-Ring (Waller Ring, Utbremer Ring, Schwachhauser Ring, Kirchbachstraße)
- Michael Schröder; Schröder Architekten Bremen (SAR): Erweiterungsbau für das Schulzentrum Julius-Brecht-Allee, Gartenstadt Vahr (2006) Schule an der Freiligrathstraße Bremen (2009), Paul-Goldschmidt-Schule – Louis-Seegelken-Straße (2016), Bürger- und Sozialzentrum Huchting (bus) (2019), Oberschule Gröpelingen (2019), Mehrgenerationenhaus Graubündener Straße Bremen (2020), Berufsschule GAV Bremen (2020), Handwerkerservice- und Sozialgebäude Delmenhorst (2020), Hauptstelle Sparkasse Bremen (2020),
- Rudolf Alexander Schröder, 1909–1931: Teile der Innenausstattung des Passagierschiffs Bremen, Wohnhäuser: Contrescarpe 22/24 (Innen, 1905), Lüder-von-Bentheim-Straße 23 (1906), Landhäuser Haus Weyhausen und Schütte in Oberneuland (1914), Villa Schütte (Schwachhausen) (1915), Bremer Landhaus in München (1922)
- Jürgen Schubert (mit Alexander Prang, Jürgen Gendriesch): Haus Eins im Weserquartier in Walle-Überseestadt (2017)[11]
- Friedrich August Wilhelm Schuckmann, Bremer Regierungsbaumeister: In Ritterhude: Apotheke (1926), Rathaus (1927), Pfarrhaus (1929), Riesschule (1930), Postgebäude (1933)
- Gert Schulze (* 1935), wirkte von 1970 bis 2004 u. a. zusammen mit Martin Pampus:
  - Wohnbauten: Wohnhaus Schulze – Sebaldsbrücker Heerstraße 86 (1970), Reihenhäuser Schenkendorfstraße 20 in Schwachhausen (1977–1980) und An der Amtweide (1977); Wohnhäuser Rönnebeck (1978), Reeder-Bischoff-Straße (1980), Hartwigstraße (1981), Schlachte 41–44 (1981/82), Parkallee 169 (1984), Mozartstraße 14 (1986), Bleicherstraße 52 (1990), Teerhof – Zeile 1 (1991), Mary-Astell-Straße (2000)
  - Bürobauten: Büro- und Lagerhaus Zum Panrepel (1970), Bürohaus Tiefer 10 (1978), Zürich Versicherung Martinistraße / Bürgermeister-Smidt-Straße (1983–1985), Haus der Architektenkammer Geeren 41/43 (1985), Arbeitsamt Bremen (1986/88), Dienstleistungszentrum Kremser Straße (2001), Bürohaus Am Wall 137–139 (2002/03)
  - Flughafen Bremen (1987–1998) mit Abflughalle, Mantelbau-Parkhaus (1991), Parkhaus II (1997/99), Bremen-Halle (1998) und Gewerbebauten am Airport, Flughafen Münster/Osnabrück Erweiterung (2001)
  - Messehalle (1995), Messezentrum Bürgerweide (1996/97, BDA-Preis 1998); Parkhotel Bremen Ostflügel (2003/04)
  - Universität Bremen: Institut BITZ (1985/86, BDA-Preis 1986), Zentrum Oberflächentechnik (1986/88), Institut Umweltforschung (UFT, 1992) und Designhaus Wiener Straße (1992–1994)
  - Kulturbauten: Schaumagazin Focke-Museum (2000/01)
- Jan Jakob Schulze in Büro Schulze Pampus: Parkhotel Ostflügel (2003/04), Geschäftshaus Am Wall 137/139 (2003), Konzertsaal Kammerphilharmonie (2003–2007), Stadtteilhaus Huchting (2006, Altenheim) Beck’s Logistikzentrum (2006, BDA-Preis 2010), Hotel Lloydgebäude (2008, Fassade), Kontorhaus Altenwall (2008/09, BDA-Preis 2010), Neue Botanika (2010), Erweiterungsbau Oberschule Kurt-Schumacher-Allee (2017/18) BDA-Bremen-Preis
- Friedrich Schumacher (1905–1993), wirkte von 1930 bis nach 1980, war auch Dombaumeister: Wümmehof in Borgfeld für Fritz Kellner (1938), Andreaskirche (Bremen) (1950), Securitas-Haus Am Wall 153/156 (1951), Bürgermeister-Smidt-Brücke (1952), Deutsche Schifffahrtsbank Domshof mit Walter Görig (1953), Doppelhaussiedlung in Grambke, Konsul-Hackfeld-Haus in Bremen-Mitte, Martin-Lutherkirche in Findorff (1954/1961), Domkapelle Osterdeich, Hohentorskirche in der Neustadt / Hohentor (1966), Hochgarage Langenstraße, Sanierungen am Bremer Dom (1960–um 1980), viele Familienhäuser.
- Fritz Schumacher (1869–1947), wirkte um 1893–1947: geboren in Bremen, tätig in Dresden, Köln und Hamburg, sowie gutachterlich auch für Bremen: Gutachten zum Generalsiedlungsplan Bremen (1926–1930); Wohnhausgruppe Richard-Dehmel-Straße 2/4 (1907)
- Rainer Schürmann (* 1946); wirkte ab 1973: Partner bei Carsten Schröck und Rosengarten (1974–1984), Partner von Schomers (seit 1986): Heizkraftwerk (1990), Altenwohnanlage Buntentor in der Bremer Neustadt (1993), Cafe Sand (1995), Gästehaus der Universität auf dem Teerhof (1995), St.-Paulistift (1997), Reihenhäuser in Brokhuchting (Huchting) (2001), Dienstleistungszentrum Daniel-von-Büren-Straße (2001) in Bremen-Mitte, Marzahner Promenade in Berlin (2003), Umbau Schwankhalle in Bremen (2003), Umbau Speicher XI in Bremen-Walle (2004)
- Joachim Dietrich Schütz: siehe bei Haslob/Hartlich/Schütz und bei Zill/Haslob/Hartlich/Schütz
- Eduard Scotland (1885–1945), wirkte um 1904–1944: Böttcherstraße: Kaffee-HAG-, Petrushaus, Haus des Glockenspiels (1923–1926); Wohnhäuser Schwachhauser Ring 2–18 in Schwachhausen (1924)
- Frank Sieber: siehe bei Dahms
- Ulf Sommer, wirkte um 1970ff.: Sparkassenfiliale Schwachhauser Heerstraße in Schwachhausen (um 2000), Bürohaus (2001), Architekturbüro und Wohnhaus Schwachhauser Heerstraße 218 (2003), „Haus im Park“ als Veranstaltungszentrum am Klinikum-Ost, Züricher Straße 40 (2004)
- Walter Sommer (1908–1972): siehe bei Rotermund
- Evaristo Sosa (1930–2021), wirkte beim Universitäts- und Hochbauamt um 1970–1995: Mensa der Hochschule Bremen (1977–1980), Mikrosystemtechnik der Universität Bremen (1991)
- Wilhelm Stadtlander: siehe bei Welp
- Friedrich Moritz Stamm (1794–1843), Stadtbaudirektor, 1822–1843: Klassizistische Bauten wie die Torhäuser Ostertor (1825), Hohentor (1826) und Bischofstor (1830), Brautbrücke (1829), Arbeitshaus, Auf der Herrlichkeit (1831, 1944 zerstört)
- Hartmut Stechow, 1980ff.: Altenwohnungen Heidmarkstraße 1 in der Vahr (1994), Markthallen Papenstraße/Hanseatenhof (1996), Altenwohnungen Stellicher Straße 8 (1999), Wohnhaus Undeloher Straße 76 (1997)
- Rudolf Stein (1899–1978), Landesdenkmalpfleger 1952–1964: Wiederaufbau der Stadtwaage (1958–1961) und des Gewerbehauses (1951–1959)
- Heinz Stoffregen (1879–1929), wirkte ca. 1904–1929: Haus Coburg, Delmenhorst (1905); Rathausanlage mit Feuerwache, Wasserturm, Arkadengang und Markthalle in Delmenhorst (1908); Siedlungshäuser Großgörschenstraße, (1913–1914); Paschenburgstraße (1920); Wohnanlage Hamburger Straße Nr. 222/240 (1929); Landhaus Horn (1929/30, vollendet durch Carl Eeg und Eduard Runge)
- Walter Stridde: Kraftwerk Hastedt – Block 15 Städtische Galerie, Altenwohnungen + Schwankhalle + Buntentorsteinweg 112, Neustadt (1993/2002), Wohngebäude Teerhof (1990–1996)
- Rolf Störmer (1907–1982): wirkte 1947 bis um 1973; Schuhhaus Lattemann – Sögestraße, Arbeits- und Gesundheitsamt Bremen-Nord, Radio Bremen – Sendesaal Heinrich-Hertz-Straße (1952), Schnoor: Sanierungen und Neubauten (1959/1966)
- Hans Storm, wirkte um 1950: Neubau Theater am Goetheplatz, Radio Bremen und Sendesaal (1952)
- Wilhelm Sunkel wirkte zusammen mit Eduard Gildemeister von 1892 bis 1912: Villa Frese, Schwachhauser Heerstraße 59 (1897), Haus Hirschfeld am Osterdeich, St. Petri Waisenhaus (1901), Landhaus Waldthausen (1906), Villa Lüdemann in Oberneuland (1906), Landsitz Hasse in Oberneuland, St.-Remberti-Stift im Stadtteil Mitte (1907).

### T
- Team 4: siehe bei Gunter Müller, Karl-August Welp, Friedemann Wolff, Wilhelm Stadtlander
- Ulrich Tilgner, wirkte um 1980ff.: siehe bei Stechow
- Klaus Tippel (1913–1976): Bau- und Oberbaudirektor in Bremen, Wiederaufbau der Stadt
- Diedrich Tölken: Wohnhaus Richard-Wagner-Straße 3 in Schwachhausen (1882), Villa Wolde Osterdeich 64 (1898), mit Albert Dunkel die Bremer Bank, Domshof 8 (1904), A.G. „Weser“, Verwaltungsgebäude in Gröpelingen (1905),
- Wilfried Turk (1941–2012), wirkte ab um 1970 bis um 2010.: Altenzentren: Horn-Lehe (1974), Ichons-Park, Oberneuland (1975–1977), Rembertistift (1975–1985), Residenz in Riensberg (1982), Dillener Straße, Blumenthal (1994); Studentenwohnungen Luisental 29 in Horn-Lehe (1992–1993), Präsident der Architektenkammer von 1988 bis 2002. Zwischen 1972 und um 1980 gab es das Büro Turk, Richter und Borchers

### U
- Gustav Ulrich (1880–1971), Bauten von 1913 bis 1933: Volksschule Am Hulsberg (1913–1915) (erhalten), Kaserne Rotersand in Bremerhaven (1925/1926), Arbeitsamt Bürenstraße in Bremen (erhalten als Umbau), Wasser- und Schifffahrtsdirektion an der Tiefer (kriegszerstört). 1945 bis 1952 Denkmalpfleger in Bremen: Beginn beim Wiederaufbau: Stadtwaage Bremen ab 1945/1946, Gewerbehaus Bremen ab 1951.

### W
- Hugo Wagner (1873–1944), wirkte um 1898–1915 in Bremen: Waller Wasserturm (1904–1906), Friedhofskapelle Oberneuland (1905), Fabrikanlage Kaffee HAG im Holz- und Fabrikenhafen (1906–1907), Mehrfamilienwohnhaus Hohenlohestraße 22 (1908)
- Giselher von Warneck, wirkte um 1730–1754: Festungspläne, Aufstockung der Alten Börse (1734–1736)
- Hugo Weber in Büro Klingenberg und Weber (Oldenburg/Bremen) sowie Baurat: Villa Bischoff in Vegesack, Weserstraße 84 (1887), Elisenstiftung in Schwachhausen (1901), Schule Auf der Hohwisch (1903), Landgericht und Untersuchungsgefängnisses an der Domsheide (1891/95 und 1902/06), erste Bauten im St.-Jürgen-Asyl im Klinikum Ost (1900–1904), Parkbüro, Ökonomiehof und Umbau der Hachez-Brücke im Bürgerpark (1909/12), Aufstockung der Villa Schröder in Vegesack, Weserstraße 78A (1911), Schule Kleine Helle (1914/16)
- Peter Weber (* 1939), wirkte ab um 1975ff.: Columbus-Center Bremerhaven (1977/82), Wohnanlage Brinkama-Hof in Bremerhaven – Weddewarden (1981), Wohnhäuser Deichstraße Bremerhaven (1986), Umbau Strandhalle Bremerhaven (1989), Wohnbebauung Teerhof (1990/96),
- Friedrich Wellermann (1865–1951), von 1897 bis 1936 zusammen mit Paul Frölich (Sozietät Wellermann & Frölich), Spezialität: neobarocke Villen, auch mit modernen englischen Einflüssen, und Rokoko-Interieurs (Marie Antoinette) für Privathäuser, Schiffs- und Hotelausstattungen; Werke: Schröder-Bank Obernstraße Nr. 2–12 (1923–1931); im Bürgerpark und Stadtwald: Melcherspavillon, Aufseherhaus, Niemannbrücke, Hoffmann-Pavillon.
- Karl-August Welp in Planungsgruppe 3 und dann Team 4, wirkte ab um 1955ff.: Wohnanlage Wohlers Eichen in Gröpelingen (1973), Gustav-Heinemann-Bürgerhaus in Bremen – Vegesack (1977); 1968–1991 Dozent bzw. Professor der Hochschule für Künste Bremen (HfK), 1984–1989 Rektor der Hochschule für gestaltende Kunst und Musik.
- Bernhard Wessel (1904–1976), wirkte um 1945–1970: Schulungsgebäude, Carl-Ronning-Straße 2 in Mitte (1952), Schule an der Brokstraße in der östlichen Vorstadt (1953), Haus Zum Jonas, Bremer Marktplatz Nr. 9 (1956), Gemeindehaus und Rembertikirche (1957), Seefahrtschule Bremen auf dem Stadtwerder (1955–1958), Wohnbauten im Stephaniviertel (1956–1958), Schnoor-Sanierung (1959–1965), Rathaus Am Delft in Emden (1962), Erweiterungsbauten des St.-Joseph-Stifts (1963), Wohnanlage Großer Kurfürst in der Vahr (1972)
- Birgit und Jost Westphal: Kreuzfahrtterminal Columbuskaje (2003), Pfleghaus im Bürgerpark (2005), Wohnheim für Innere Mission (2006), Kita Osterholz (2009), Wohngebäude Stadtwerder (2011), Atelieranbau Bremen-Nord (2013), Schuppen Eins, Überseestadt (2013)
- Johann Wetzel (1798–1880), Dombaumeister um 1830 bis um 1870
- Friedrich Wilms: Wohnhäuser Emmastraße Nr. 258 (1930)
- Klaus Gerhard Wolpert in Planungsgruppe 3: Siehe bei Karl August Welp
- Wilhelm Wortmann (1897–1995), Baudirektor, wirkte um 1927–1956: Bremer Stadtplaner (1927–1945), Aufbaugemeinschaft Bremen (1946–1949); Planungsbüro (1949–1956 zusammen mit Erik Schott): Kontorhaus und Hafenspeicher Auf der Muggenburg für Reidemeister & Ulrichs (1951), Haus Seefahrt in Vegesack (1951), Fruchthof Bremen (1955), Nordmende in Hemelingen, Westliche Vorstadt und in Walle (1953 ff.); ab 1956 Hochschullehrer
- Iffi Wübben: Hotel am Fischereihafen Bremerhaven (1995), Erweiterungsbau Gesundheitsamt Bremen (1999)

### Z
- Friedhelm Zeuner (* 1936): Altenwohnheim der Methodistenkirche in Schwachhausen (1968–1969)
- Klaus Zickerow: Wohnhaus an der Hollerallee (1995), Gesamtschule Ost in Osterholz (1970–1972)
- Martin Zill (1907–1978) in Büro Zill/Haslob/Hartlich/Schütz, Büro von 1949 bis 1978: Geschäftshaus Puls-Eck an der Contrescarpe 1 in Mitte (1955), mit Eberhard Kaiser AOK-Verwaltungsgebäude in Altstadt (1957–1958), Wohnanlagen in der Neuen Vahr (1957ff.) und in Bremen-Osterholz-Tenever (1968–1976), Wohnsiedlung in Grolland-Süd (1961–1965), Versicherungsbörse auf dem Teerhof an der Wilhelm-Kaisen-Brücke (1967), GEWOBA-Hochhaus am Rembertiring (1969/70)